# 甘氨酰甘氨酰甘氨酸
甘氨酰甘氨酰甘氨酸是一种三肽，化学式为C6H11N3O4。它可由甘氨酸在催化下的缩合反应中以副产物的形式制得，用于该反应的催化剂有八氰合钼(IV)酸锌、咪唑-三偏磷酸盐等。它和乙酸酐反应，可以得到N-乙酰基甘氨酰甘氨酰甘氨酸。